# Ophélie Fontaine
Ophélie Fontaine (ur. 25 lutego 1982) – francuska zapaśniczka walcząca w stylu wolnym. Zajęła dziewiąte miejsce w Pucharze Świata w 2001. Brązowa medalistka mistrzostw Francji w 2000 i 2001 roku.